# أندري آدم
أندريه آدم (بالفرنسية: André Clément Henri Adam)‏ كان باحثا وعالما ومستعمرا فرنسيا تخصص في مجال العلوم الاجتماعية، وخصوصا فيما يتعلق بالآداب والعربية الفصحى والإدارة وشمال أفريقيا. كان كذلك مدير المدرسة الوطنية العليا للإدارة في مدينة الرباط المغربية. كان أيضا عضوا في القسم الخامس لأكاديمية علوم ما وراء البحار، وهي جمعية علمية، وأستاذ علم الاجتماع في كلية الآداب آكس أون بروفانس.

## سيرة
ولد يوم 30 يوليو 1911 في سان لو، عاصمة إقليم المانش في فرنسا.

### دراسة
تخرج من المدرسة العليا للأساتذة في تخصص الآداب مع دفعة 1933، ثم التحق بمعهد الدراسات السياسية بباريس، وتخرج في الآداب دفعة 1935، ثم حصل على درجة أستاذية في الآداب من نفس الكلية عام 1936. هو كذلك حائز على شهادة اللغة العربية الفصحى من معهد الدراسات العليا المغربية وهو عنصر من العناصر التي تكونت منها جامعة محمد الخامس. حصل على شهادة دكتوراة الدولة من جامعة باريس السوربون بدرجة امتياز عام 1968.
كلف بالخدمة في إدارة شؤون الأصليين في المغرب (Service des Affaires indigènes du Maroc) من 1943 إلى 1945. كما أنه عين قائد كتيبة احتياطية شرفية. وقدم كذلك خدمات مدنية مختلفة بصفته أستاذا في الرباط (1937) وفاس (1941)، ثم في معهد الدراسات العليا المغربية في الرباط (1946-1949). كان مدير المدرسة الوطنية العليا للإدارة في الرباط أيضا من 1955 إلى 1960. عمل خبيرا عندمنظمة الأمم المتحدة للتربية والعلم والثقافة (يونسكو) بجانب مدير معهد العلوم الاجتماعية في جامعة بيروت (1961-1962). عمل أستاذا في علم الاجتماع في كلية الآداب آكس أون بروفانس حتى 1970.

### وفاة
توفي 2 يوليو 1991 في إقليم السين البحرية الفرنسية.

## جوائز
- وسام جوقة الشرف [2]
- وسام الاستحقاق الوطني [2]
- الوسام العلوي

## مؤلفات
- «الجزائر» L'Algérie. Paris : Larousse, 1977
- «تونس» La Tunisie. Paris : Larousse, 1972
- «ببليوغرافيا نقدية لعلم الاجتماع وعلم الأعراق والجغرافيا البشرية في المغرب»

Bibliographie critique de sociologie, d'ethnologie et de géographie humaine du Maroc. Alger : C.N.R.S., 1972  
- «الدار البيضاء: أطروحة عن تحول المجتمع المغربي عند الاتصال بالغرب»

Casablanca : essai sur la transformation de la société marocaine au contact de l'Occident. Paris : C.N.R.S., 1968
- «تاريخ الدار البيضاء: من الأصول حتى 1914»

Histoire de Casablanca : des origines à 1914. Gap : Ophrys, 1968